# Essen-iepenbos
Het essen-iepenbos (Fraxino-Ulmetum) is een associatie uit het verbond van els en vogelkers (Alno-Padion). De associatie omvat eutrafente loofbossen die in natuurlijke omstandigheden voorkomen op min of meer regelmatig overstroomde komgronden langs de grote rivieren, maar tegenwoordig vooral in parkbossen en essenhakhoutbossen. Het essen-iepenbos wordt beschouwd als de centrale associatie van het bovenliggende verbond.
Ze wordt gekenmerkt door een zeer goed ontwikkelde en soortenrijke boom-, struik- en kruidlaag waarin dikwijls stinsenplanten worden aangetroffen.
Deze associatie komt in Vlaanderen en Nederland verspreid voor. Ze omvat drie subassociaties.

## Naamgeving en codering
| Fraxino-Ulmetum campestris-effusae (Tx. 1952) Oberd. 1953 |
| Ulmo-Fraxinetum (Noirf. 1984)                             |

- Syntaxoncode voor Nederland (rVvN): r46Aa02

De wetenschappelijke naam Fraxino-Ulmetum is afgeleid van de botanische namen van respectievelijk de boomsoorten gewone es (Fraxinus excelsior) en gladde iep (Ulmus minor).

## Fysiognomie
Het essen-iepenbos is qua fysiognomie nogal variabel. Het zijn weelderige loofbossen die zeer hoog kunnen worden, en zowel een goed ontwikkelde boom-, struik-, kruid- en moslaag hebben. In bossen waar de iepenziekte heeft toegeslagen, kan het bos zeer open zijn en de struiklaag zeer dicht en weelderig, met veel lianen.
Essenhakhoutbossen zijn eerder dicht en laagblijvend, en staan bekend om hun rijkdom aan epifytische mossen.

## Ecologie
Het essen-iepenbos ontwikkelt zich op eutrofe zavel- en kleigronden die zelden overstromen of op een andere manier met nutriënten en basen worden verrijkt. Vaak gaat om het standplaatsen in de buurt van rivieren of beken. De bodems zijn jong en weinig gedifferentieerd, kalkrijk (2–5% kalk) en basisch (pH van 6,5–7,0). In de regel zijn dit vochtiger plaatsen dan die waarop het abelen-iepenbos wordt gevonden.
Het wordt in natuurlijke omstandigheden aangetroffen in de alluviale komgronden langs grote rivieren, maar goed ontwikkelde voorbeelden van oud alluviaal bos zijn in onze streken praktisch verdwenen. Dergelijke gronden zijn immers al sinds lange tijd in cultuur gebracht, en de restanten zijn zeer sterk verstoord door drainage en inplanting met canadapopulier.
In meer door de mens gecreëerde omstandigheden vindt men het essen-iepenbos in oude parkbossen, in essenhakhoutbossen en (als schermbos) langs autosnelwegen.
Het essen-iepenbos ontwikkelt zich spontaan uit struwelen van de associatie van sleedoorn en eenstijlige meidoorn (Pruno-Crataegetum). Wanneer de bodem niet regelmatig overstroomt zal het bos verder evolueren, op lichte bodems waarschijnlijk naar beuken-eikenbos (Fago-Quercetum), op zwaardere bodems naar eiken-haagbeukenbos (Stellario-Carpinetum).

## Subassociaties in Nederland en Vlaanderen
In het essen-iepenbos worden in Nederland en Vlaanderen drie subassociaties onderscheiden.
Deze vallen uiteen in twee groepen, het elzenrijk essen-iepenbos met subassociatie alnetosum, en het droog essen-iepenbos dat alle andere associaties omvat.

### Typische subassociatie
De typische subassociatie (Fraxino-Ulmetum typicum) heeft look-zonder-look als enige differentiërende soort. Deze subassociatie omvat vooral de jongere loofbossen in de rivier- en zeekleigebieden. De syntaxoncode voor Nederland is r46Aa02a.

### Subassociatie met gewoon sneeuwklokje
Een subassociatie met gewoon sneeuwklokje (Fraxino-Ulmetum galanthetosum) wordt gekenmerkt door een ondergroei met gewoon sneeuwklokje (Galanthus nivalis). Syntaxoncode voor Nederland is r46Aa02b.

### Elzenrijk essen-iepenbos
Het elzenrijk essen-iepenbos of vochtig essen-iepenbos (Fraxino-Ulmetum alnetosum) is een subassociatie met een hoge abundantie van zwarte els (Alnus glutinosa) in de boomlaag en opvallend veel moerasplanten in de ondergroei. Dit bostype is typisch voor natte tot zeer natte standplaatsen met een continue hoge grondwaterspiegel, veelal op een ondergrond van zware klei, langs de rand van het rivierdal. Periodiek kunnen deze bossen zelfs volledig onder water staan.

## Vegetatiezonering
In de vegetatiezonering maakt het essen-iepenbos bij haar bosrand veelal contact met mantelgemeenschappen uit de sleedoorn-orde, of zoomgemeenschappen uit de klasse van nitrofiele zomen. Daarnaast kan het essen-iepenbos ook direct in contact worden aangetroffen met graslandgemeenschappen uit de glanshaver-orde. In de vegetatiezonering van het natuurlijke landschap gaat het essen-iepenbos aan de lagere kant (richting de rivier) over in gemeenschappen uit de klasse van wilgenvloedbossen en -struwelen.

### Microgemeenschappen
Op de bast van de bomen en struiken in het essen-iepenbos komen vaak epifytische cryptogamengemeenschappen uit de kringmos-klasse voor. Een bijzondere associatie uit deze klasse is die touwtjesmos-associatie, die zeer typerend en goed ontwikkeld is in oude hakhoutvormen van het essen-iepenbos.

## Verspreiding
Het verspreidingsgebied van het essen-iepenbos strekt zicht uit over het noorden van West- en Centraal-Europa, van Midden-Frankrijk tot in Polen.
In Nederland vinden we dit bostype vooral in het fluviatiel district en in de duinen. Parkbossen van dit type vindt men in Nederland in de Betuwe, langs de Utrechtse Vecht, op Walcheren en in het zeekleigebied in Friesland en Groningen. Essenhakhout wordt nog aangetroffen in het Utrechtse rivierengebied en in de binnenduinrand.
In Vlaanderen zijn nauwelijks nog voorbeelden van oud alluviaal bos. De essen-iepenbossen die nog voorkomen in het Brabants en Vlaams district langs rivieren en beken op leembodems, zijn van recentere aard.

## Diagnostische taxa voor Nederland en Vlaanderen

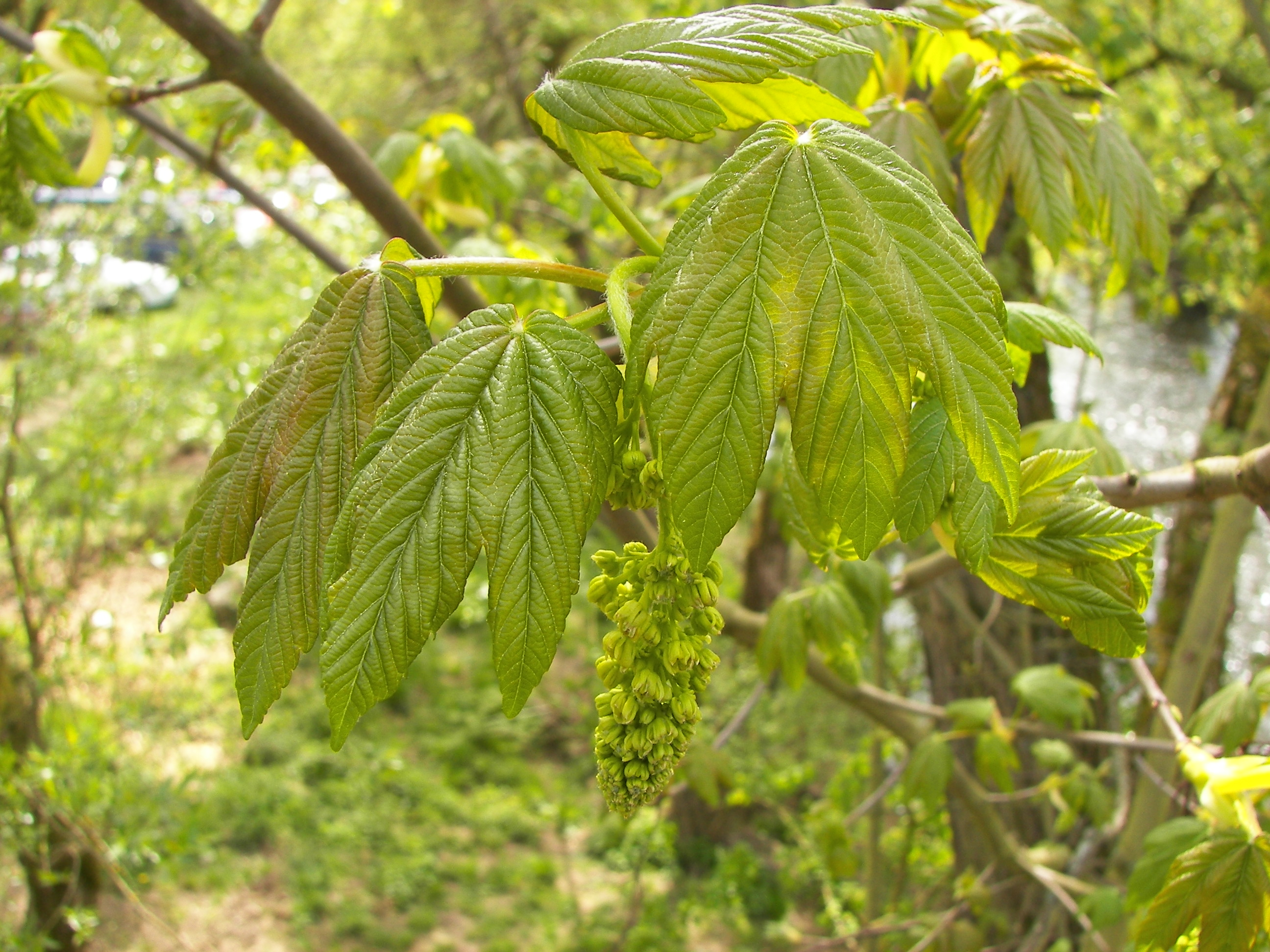
Gewone esdoorn

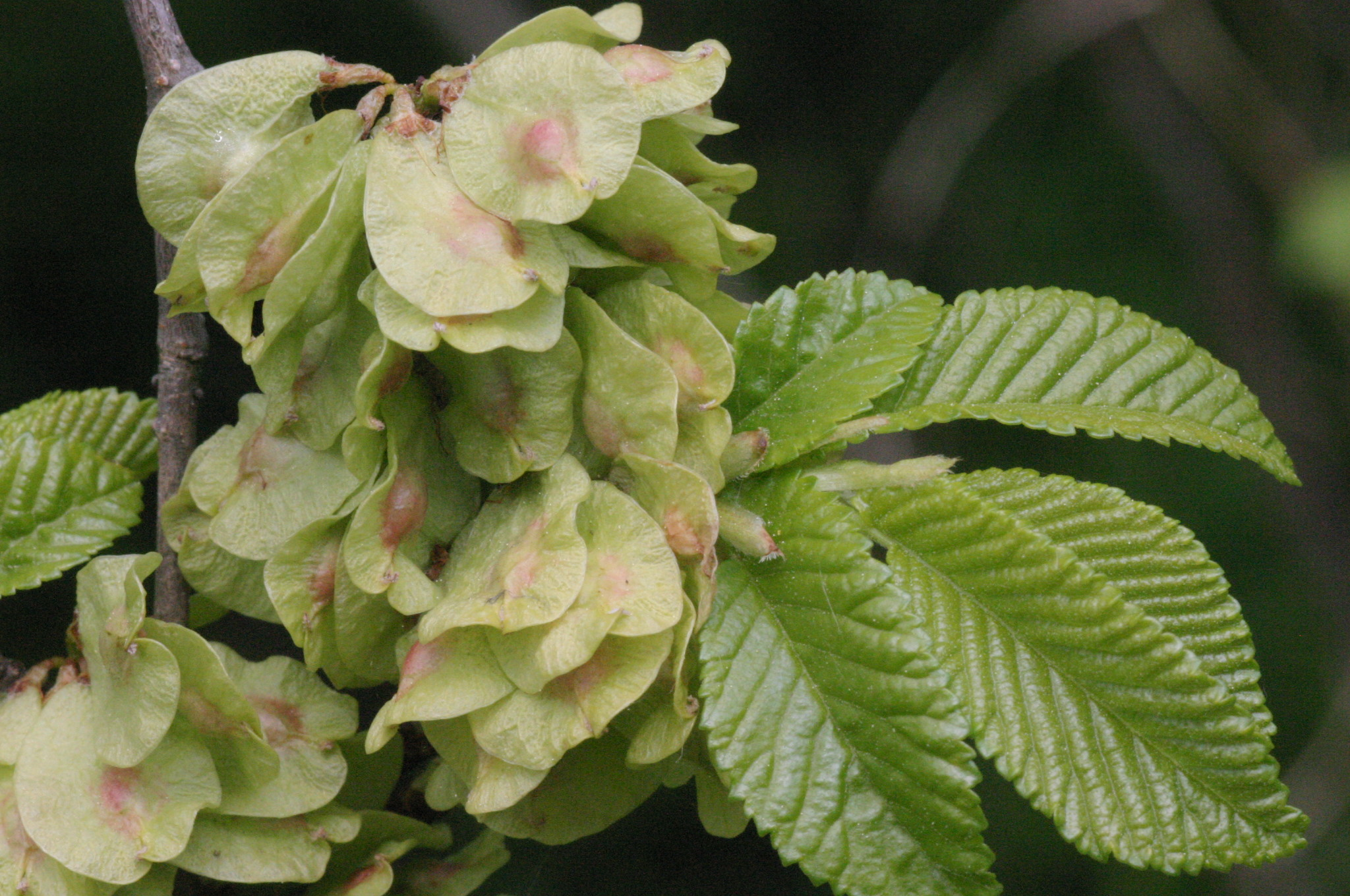
Gladde iep

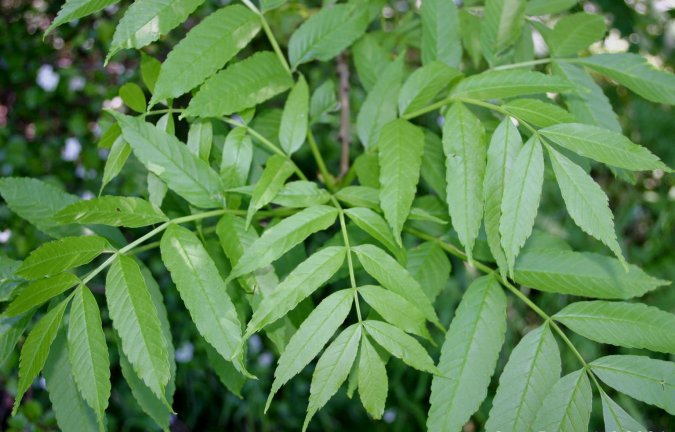
Gewone es

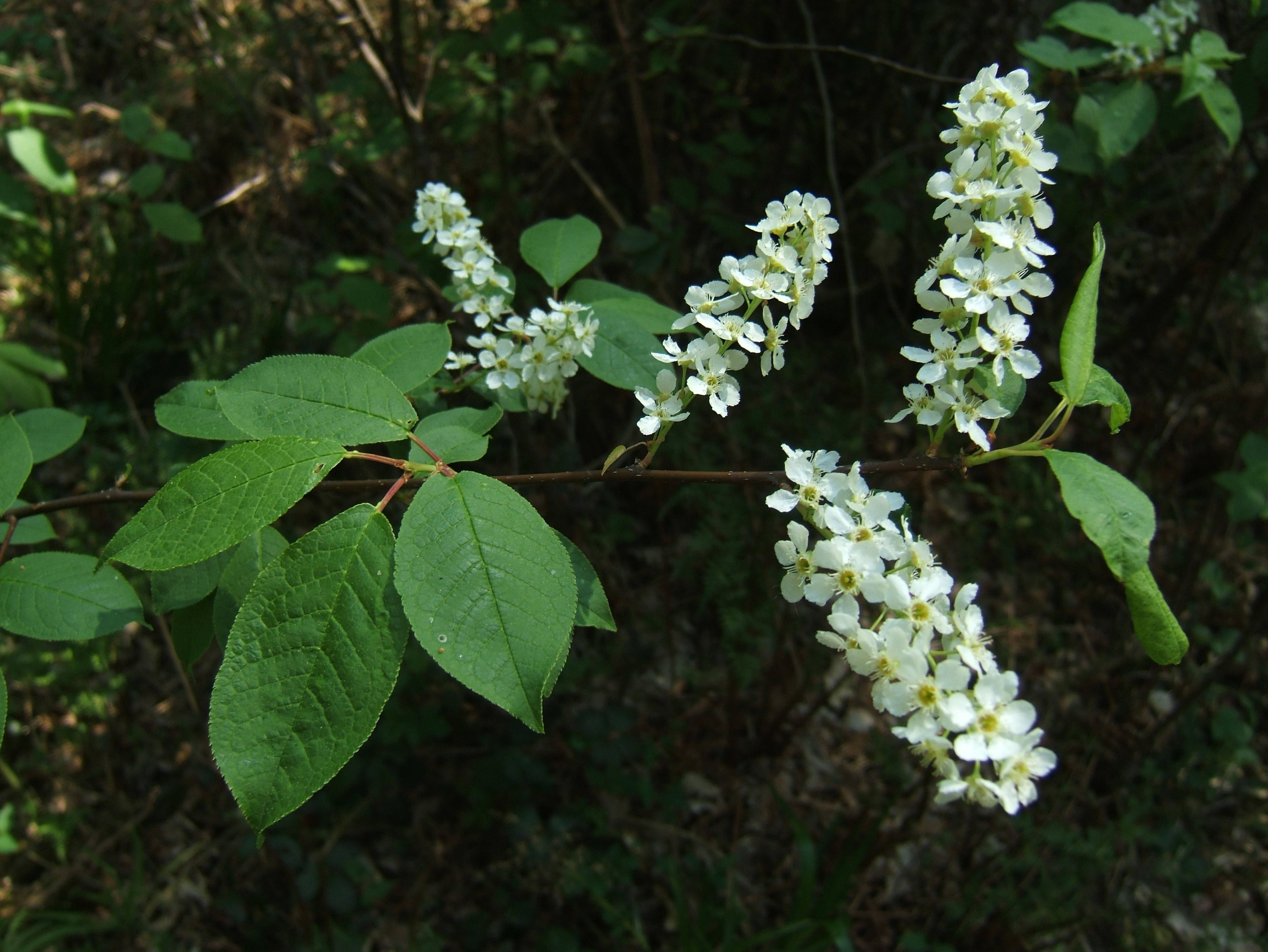
Gewone vogelkers

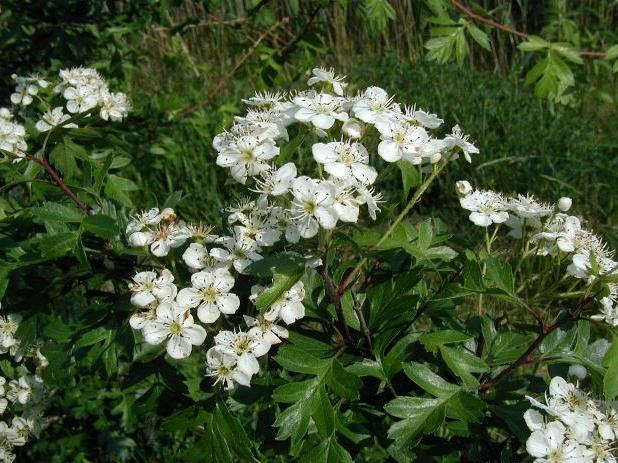
Eenstijlige meidoorn

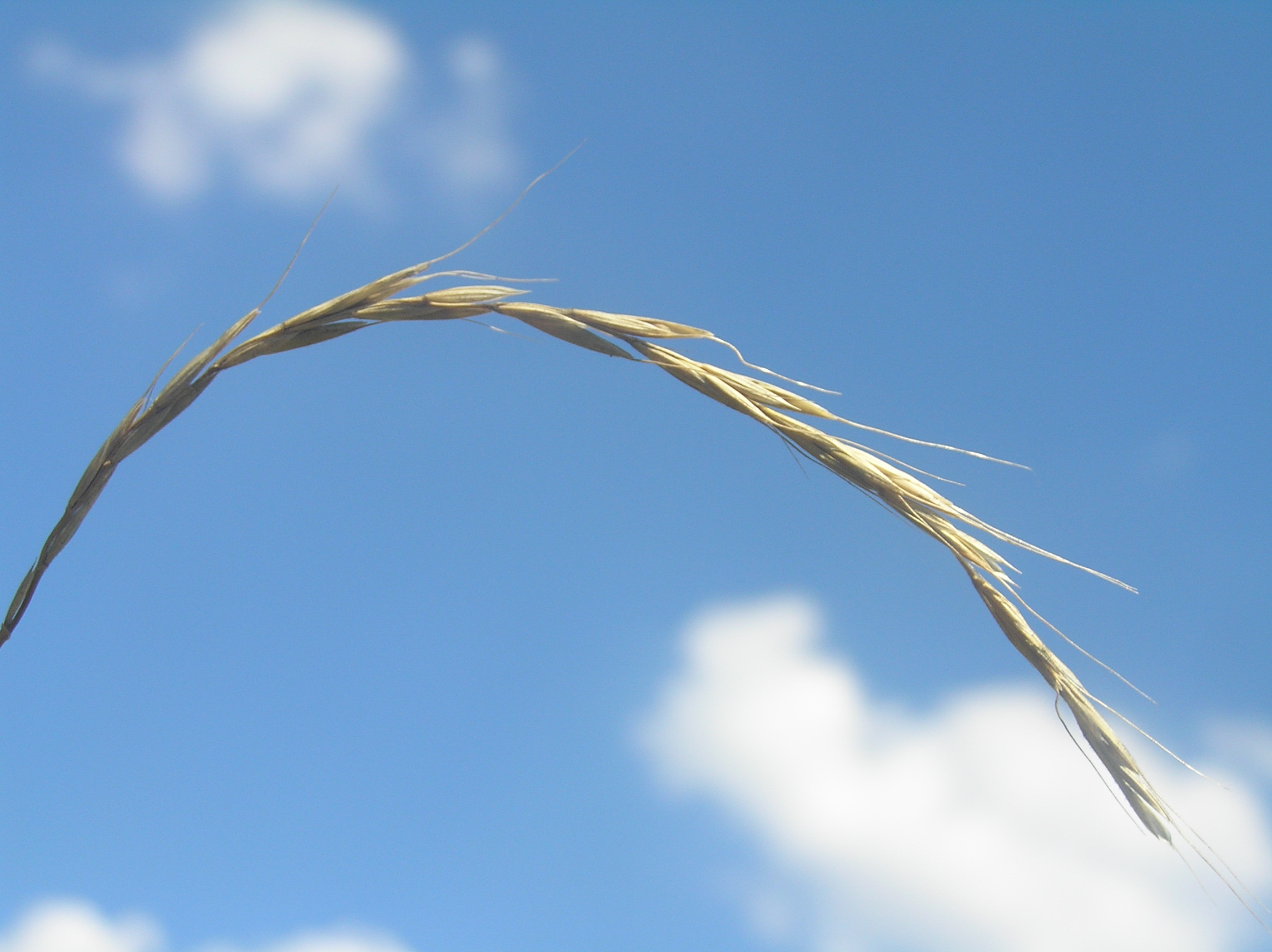
Hondstarwegras

Het essen-iepenbos heeft in Nederland en Vlaanderen slechts twee weinig bruikbare kensoorten, de donkere ooievaarsbek, die hier enkel als stinsenplant voorkomt, en het zeldzame hondstarwegras.
In de boomlaag domineren gewone es, gewone esdoorn en zomereik, met gladde iep op het tweede plan. De struiklaag bevat meestal eenstijlige meidoorn, gewone vlier en gewone vogelkers. De onderbegroeiing omvat een aantal nitrofiele soorten als grote brandnetel, geel nagelkruid, kleefkruid en hondsdraf, wijzend op betrekkelijke voedselrijkdom in de bodem. Net zoals in het abelen-iepenbos vinden we er verschillende stinsenplanten, met de Italiaanse aronskelk, holwortel en bostulp als onderscheidende soorten.
In de onderstaande tabel staan de belangrijkste diagnostische plantentaxa van het essen-iepenbos voor Nederland en Vlaanderen.
Boomlaag
| Kentaxon | Diff.soort | Presentie | Triviale naam         | Botanische naam        | Opmerking               |
| -------- | ---------- | --------- | --------------------- | ---------------------- | ----------------------- |
| kV       |            | > 70%     | gewone esdoorn        | Acer pseudoplatanus    |                         |
| kV       |            | > 40%     | gladde iep            | Ulmus minor            |                         |
| kK       |            | > 80%     | gewone es             | Fraxinus excelsior     |                         |
|          |            | > 60%     | zomereik              | Quercus robur          |                         |
|          |            | > 20%     | beuk                  | Fagus sylvatica        |                         |
|          |            | > 20%     | witte paardenkastanje | Aesculus hippocastanum |                         |
|          | dS         | > 20%     | zwarte els            | Alnus glutinosa        | subassociatie alnetosum |
|          | dS         |           | schietwilg            | Salix alba             | subassociatie alnetosum |
|          |            |           | canadapopulier        | Populus ×canadensis    |                         |

Struiklaag
| Kentaxon | Diff.soort | Presentie | Triviale naam        | Botanische naam    | Opmerking |
| -------- | ---------- | --------- | -------------------- | ------------------ | --------- |
| kV       |            | > 40%     | gewone vogelkers     | Prunus padus       |           |
| kK       |            | > 40%     | aalbes               | Ribes rubrum       |           |
|          |            | > 70%     | eenstijlige meidoorn | Crataegus monogyna |           |
|          |            | > 50%     | gewone vlier         | Sambucus nigra     |           |
|          |            | > 20%     | wilde kardinaalsmuts | Euonymus europaeus |           |
|          |            | > 20%     | hazelaar             | Corylus avellana   |           |

Kruidlaag
| Kentaxon | Diff.soort | Presentie | Triviale naam        | Botanische naam       | Opmerking                         |
| -------- | ---------- | --------- | -------------------- | --------------------- | --------------------------------- |
| kA       |            | < 10%     | hondstarwegras       | Elymus caninus        |                                   |
| kA       |            | < 10%     | donkere ooievaarsbek | Geranium phaeum       |                                   |
| kV       |            | > 30%     | bloedzuring          | Rumex sanguineus      |                                   |
| kV       |            | > 20%     | dagkoekoeksbloem     | Silene dioica         |                                   |
| kV       |            | > 10%     | reuzenzwenkgras      | Festuca gigantea      |                                   |
| kK       |            | > 50%     | gewoon speenkruid    | Ficaria verna         |                                   |
| kK       |            | > 40%     | klimop               | Hedera helix          |                                   |
| kK       |            | > 20%     | bosandoorn           | Stachys sylvatica     |                                   |
| kK       |            | > 20%     | groot heksenkruid    | Circaea lutetiana     |                                   |
| kK       |            | > 10%     | gevlekte aronskelk   | Arum maculatum        |                                   |
|          |            | > 80%     | grote brandnetel     | Urtica dioica         |                                   |
|          |            | > 70%     | geel nagelkruid      | Geum urbanum          |                                   |
|          |            | > 60%     | kleefkruid           | Galium aparine        |                                   |
|          |            | > 60%     | hondsdraf            | Glechoma hederacea    |                                   |
|          |            | > 50%     | look-zonder-look     | Alliaria petiolata    |                                   |
|          |            | > 40%     | ruw beemdgras        | Poa trivialis         |                                   |
|          |            | > 40%     | fluitenkruid         | Anthriscus sylvestris |                                   |
|          |            | > 40%     | zevenblad            | Aegopodium podagraria |                                   |
|          |            | > 30%     | dauwbraam            | Rubus caesius         |                                   |
|          |            | > 30%     | robertskruid         | Geranium robertianum  |                                   |
|          |            | > 20%     | drienerfmuur         | Moehringia trinervia  |                                   |
|          | dS         |           | gewoon sneeuwklokje  | Galanthus nivalis     | subassociatie gewoon sneeuwklokje |
|          |            |           | Italiaanse aronskelk | Arum italicum         |                                   |
|          |            |           | holwortel            | Corydalis cava        |                                   |
|          |            |           | bostulp              | Tulipa sylvestris     |                                   |

Moslaag
| Kentaxon | Diff.soort | Presentie | Triviale naam      | Botanische naam         | Opmerking |
| -------- | ---------- | --------- | ------------------ | ----------------------- | --------- |
| kK       |            | > 10%     | geplooid snavelmos | Eurhynchium striatum    |           |
|          |            | > 50%     | fijn laddermos     | Kindbergia praelonga    |           |
|          |            | > 50%     | gewoon dikkopmos   | Brachythecium rutabulum |           |
|          |            | > 20%     | kleivedermos       | Fissidens taxifolius    |           |
|          |            | > 20%     | kleisnavelmos      | Oxyrrhynchium hians     |           |

## Biologische Waarderingskaart
In de Biologische Waarderingskaart (BWK) van Vlaanderen en het Brussels Hoofdstedelijk Gewest staat deze associatie, samen met het verwante vogelkers-essenbos, bekend als alluviaal elzen-essenbos (va).
Het komt voor als volwaardige bossen in alluviale valleien op zware, matig vochtige tot matig natte, lemige of zandlemige bodems en als lijnvormige elementen langsheen bronbeken in de vorm van houtkanten. Deze bossen werden in het verleden dikwijls beheerd als hakhout, maar zijn tegenwoordig dikwijls ingeplant met canadapopulier.
Het alluviaal elzen-essenbos staat gewaardeerd als 'Biologisch zeer waardevol'.

## Fotogalerij

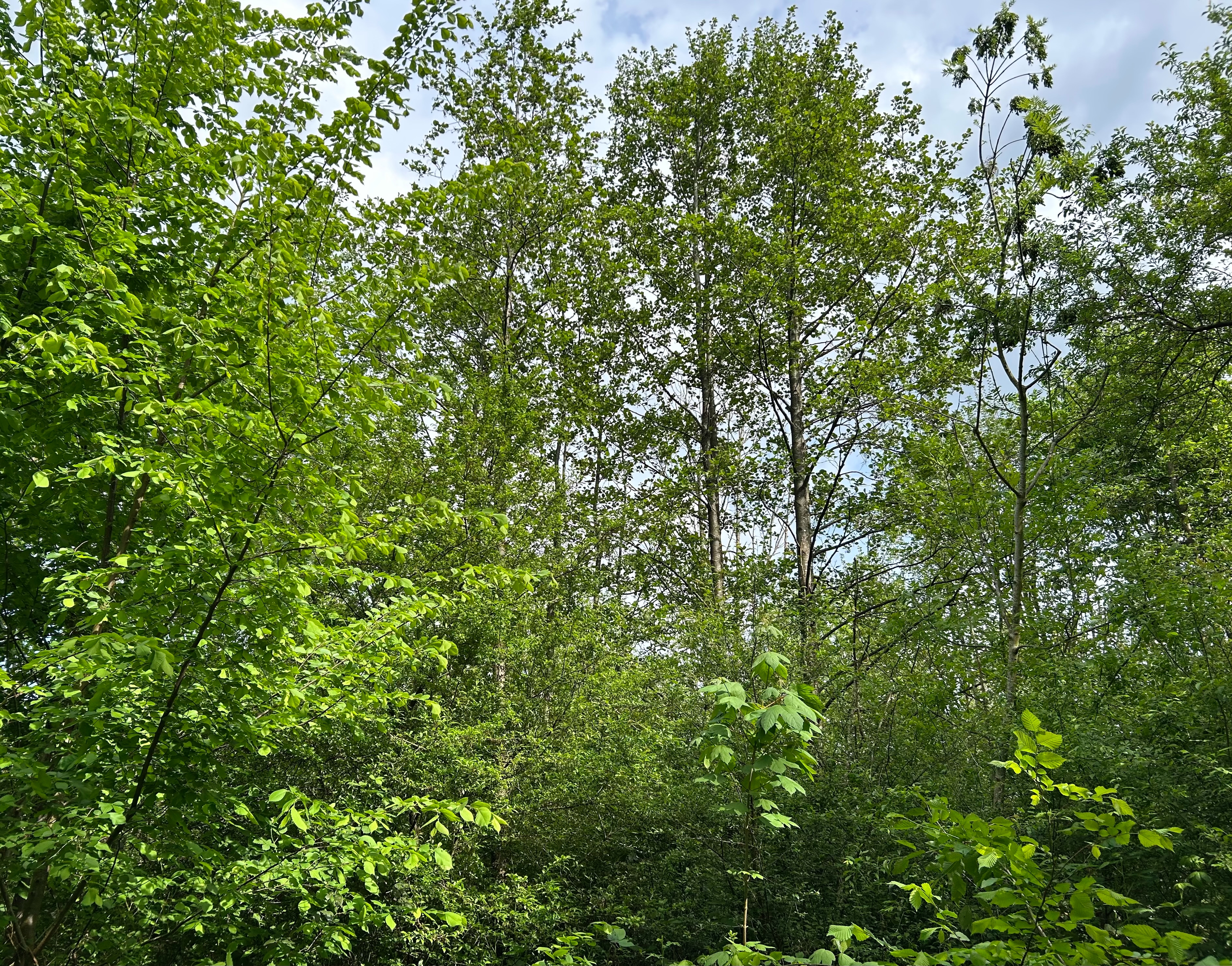
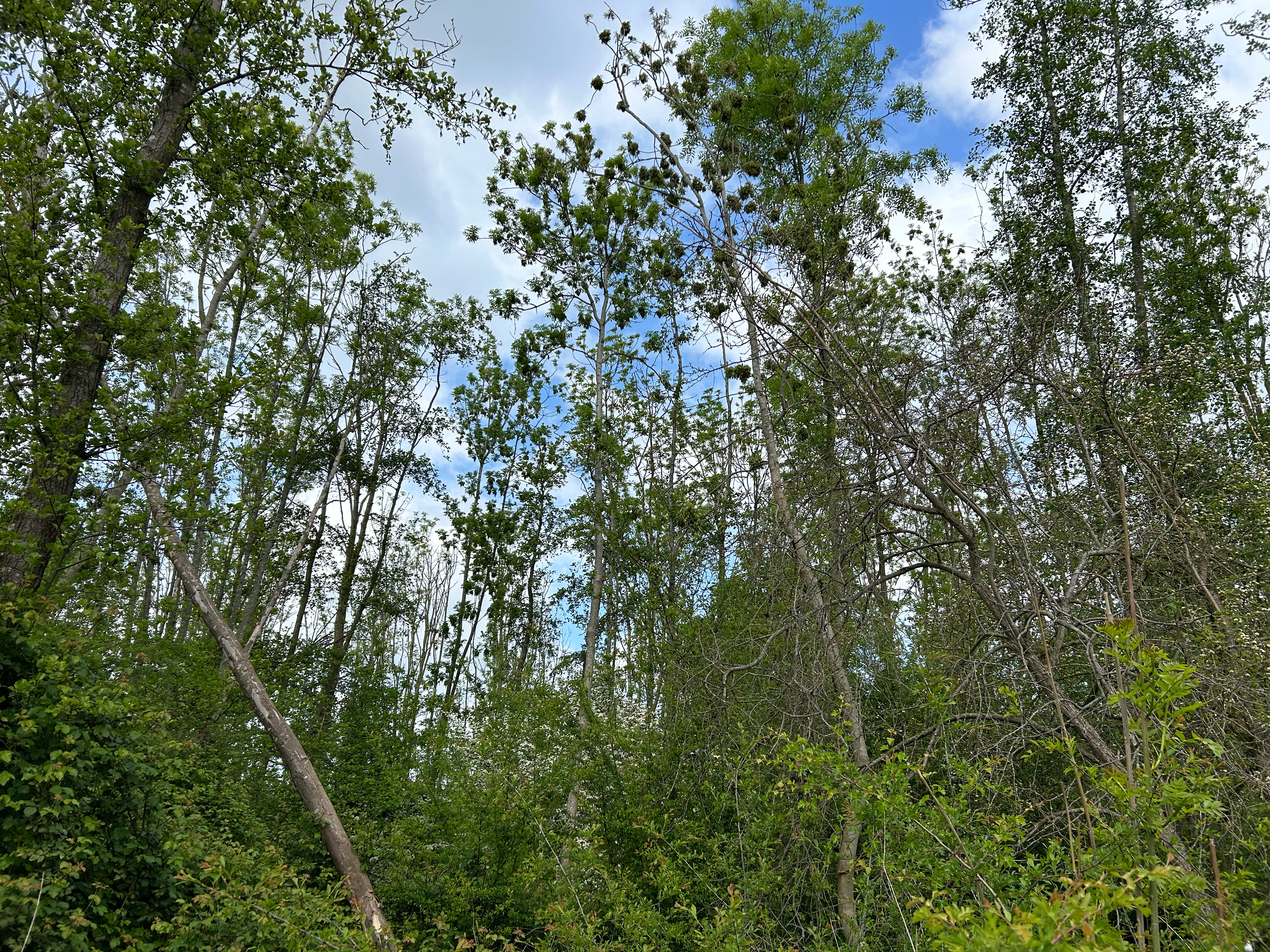
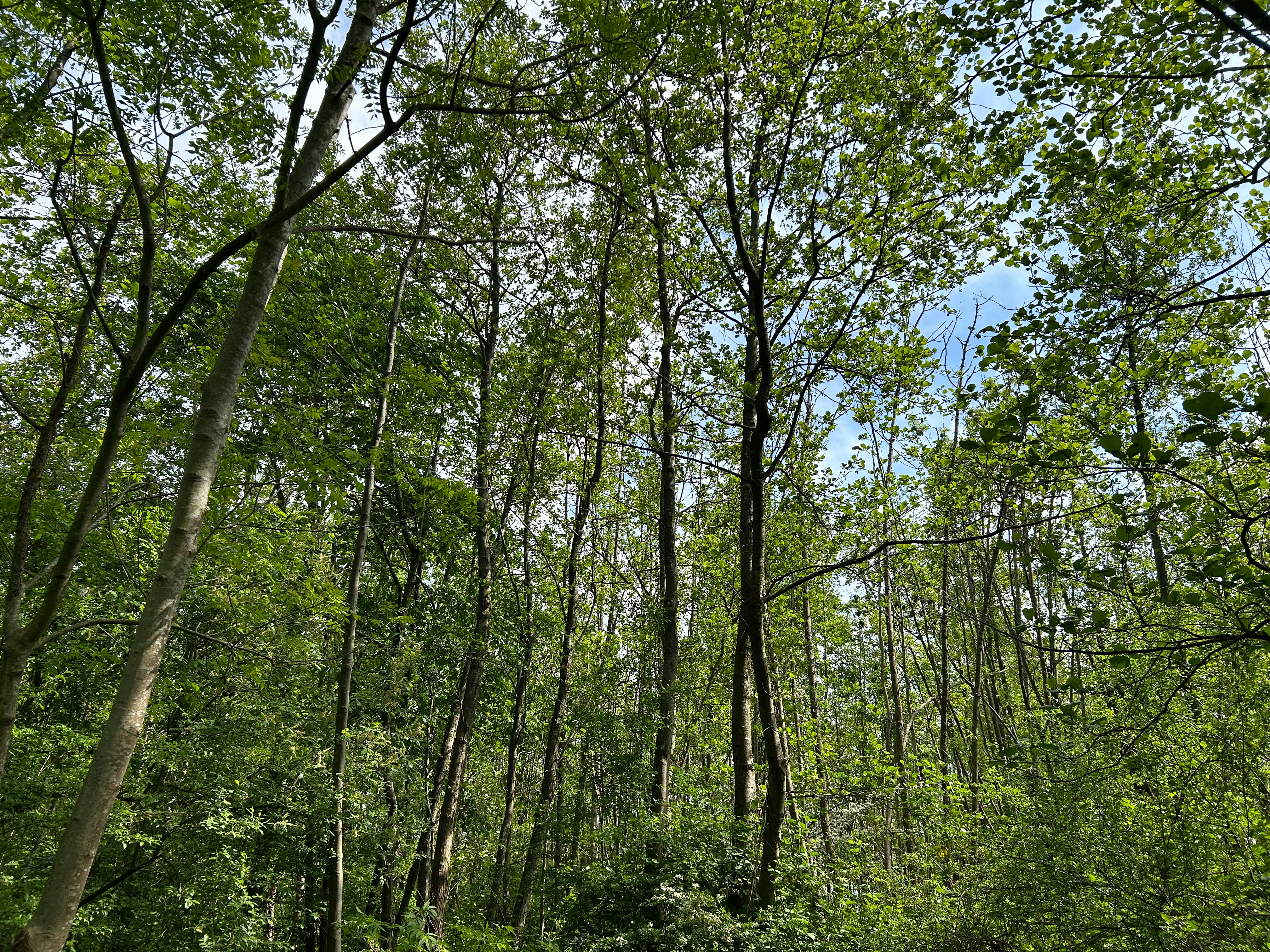
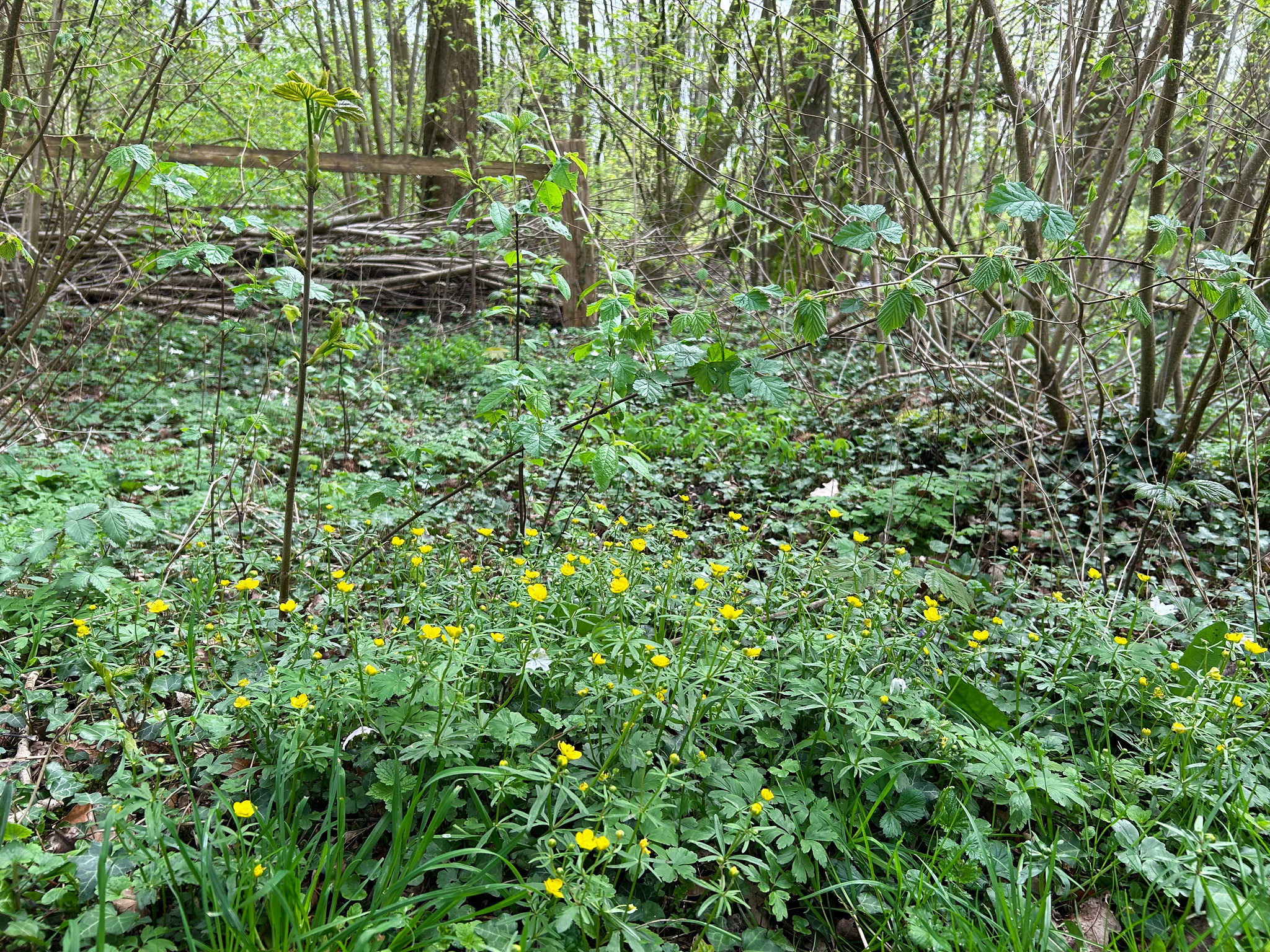
Close-up van de kruidlaag met veel gulden boterbloem, bosanemoon en klimop.
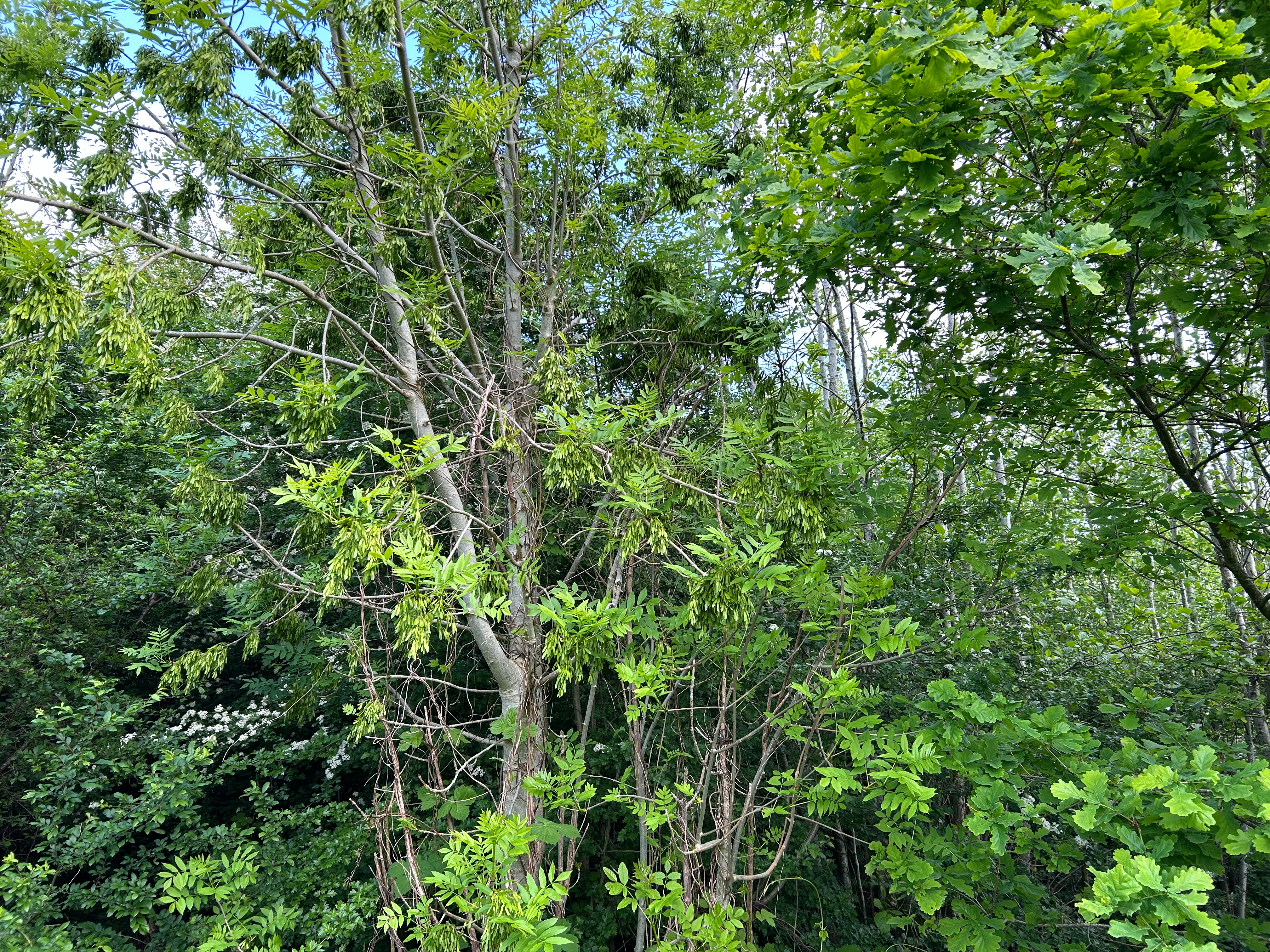